# La Traversée de l'été
La Traversée de l'été (titre original : Summer Crossing) est un roman de Truman Capote, publié en 2005.
Premier roman écrit dans les années 1940 et resté inédit du vivant de l'auteur, il est publié à titre posthume, en 2005, par Random House aux États-Unis.
La traduction française, signée par Gabrielle Rolin, est publiée en France par Grasset en 2006.

## Résumé
Grady McNeil a dix-sept ans et l'âme passionnée. Alors que ses riches parents vont passer l'été en Europe, elle décide de rester seule dans un New York vibrant sous la canicule. La raison de cette décision est que depuis quelque temps elle est amoureuse de Clyde, un gardien de parking à Broadway. Cet amour, bien que partagé n'est pas vécu de la même façon de la part des deux protagonistes. La fierté provocante de Grady et la nonchalance de Clyde vont peu à peu les entraîner vers de dangereux précipices. Cette saison sera toute leur vie.

## Contexte de l'écriture de l'œuvre
Ce livre est écrit par le jeune Truman Capote entre dix-neuf et vingt-neuf ans. Longtemps ignoré, même si Capote en parle dans sa correspondance, il est retrouvé en 2005 lors d'une vente aux enchères. Bien qu'inachevé, dans le sens où il n'a pas fait l'objet d'une relecture de la part de Capote, « ce roman porte en lui toute la finesse psychologique et le style éblouissant de son auteur  », selon son éditeur Grasset.
Alan U. Schwartz, ami et avocat de Truman, fut l'administrateur unique de la fondation Truman Capote après la mort de l'auteur. Dans la postface de l'édition de La traversée de l'été, il raconte la découverte inattendue du manuscrit et les questionnements qui en ont découlé. Après avoir fait appel à des spécialistes de l'œuvre de Truman Capote, il a été décidé unanimement que le roman devait être publié. 